# Global Guardian
Global Guardian est un exercice militaire américain annuel organisé par le United States Strategic Command (USSTRATCOM) en coopération avec l'Air Force Space Command et le Commandement de la défense aérospatiale de l'Amérique du Nord (NORAD). Ses principaux objectifs sont l'analyse et l'évaluation des procédures de contrôle et de commandement en cas de guerre nucléaire. Lors de l'exercice, tous les commandements dépendants de l'USSTRATCOM sont mobilisés ainsi que certains autres commandements non affiliés. Global Guardian est exécuté conjointement avec plusieurs exercices militaires parrainés par le chef d'état-major des armées des États-Unis : Crown Vigilance (géré par l'Air Combat Command), Apollo Guardian (géré par l'Air Force Space Command), Amalgam Warrior et Vigilant Guardian (tous les deux gérés par le NORAD).